# Alexandre-Théophile Vandermonde
Alexandre-Théophile Vandermonde   (París, 28 de febrer de 1735 - París, 1 de gener de 1796) fou un matemàtic, musicòleg i polític francès del segle xviii.

## Vida
El seu pare, Jacques François, i el seu germanastre, Charles, eren metges, però moriren el 1746 i el 1762 respectivament. El seu pare el va encaminar per fer carrera en la música degut a la seva debilitat física, i va ser un bon violinista. Sobre el seu nom hi ha hagut força confusió, havent autors que l'anomenen Charles August, d'altres Abnit i, fins i tot, Abnit-Thèophile.
Vandermonde es va graduar en lleis a París el 1757; com que la seva herència paterna, després de la mort del seu germanastre, li permetia viure bé, es va inclinar per les matemàtiques, freqüentant els enciclopedistes Diderot i D'Alembert.
El 1771, després de llegir una comunicació, ingressa a l'Acadèmie des Sciences com adjunt geòmetra i, successivament en serà adjunt (1779) i membre pensionari (1785).Plantilla:Afn
Uns anys després abandona les matemàtiques teòriques per estudiar la mecànica: estudia amb Vaucanson un autòmat per escriure i, a la mort d'aquest (1782), és nomenat conservador del Cabinet des Mécaniques du Roi, embrió del futur Conservatoire des Arts et Métiers.
La Revolució Francesa i els esdeveniments de 1789 l'inclinen fortament cap a la política, probablement sota la influència de Pache, Monge i Condorcet.
El 1795 fou nomenat catedràtic d'Economia Política de França a l'École Normale Supérieure, la primera d'aquestes càtedres creada a França. Tot i així, la seva mala salut no li va permetre ni donar complet el primer curs i moriria de tuberculosi en començar l'any 1796.

## Obra
La part més important de l'obra de Vandermonde, són quatre comunicacions a l'Acadèmia de matemàtiques fetes entre 1770 i 1772 i publicades en els anys successius:
- Mémoire sur la résolution des équations, llegida el 1770, publicada el 1774, recercant la solució de la quíntica i d'equacions de grau superior.[11]
- Mémoire sur l'élimination, 1771, 1776, buscant una fórmula única i general d'eliminació de les incògnites en les equacions algebraiques.[11]

La ruta del cavall en un escaquer.

- Remarques sur les problèmes de situation, 1772, 1776, reprenent els treballs de Leibniz sobre geometria de posició,[11] i en el qual donava solució a un camí hamiltonià com és el problema de la ruta del cavall.[12]}}
- Mémoire sur les irrationnelles des différents ordres avec une application au cercle, 1772, 1775, exposant la teoria de les potències de segon ordre.[13]

Tot i que és força conegut el determinant de Vandermonde, aquest no apareix en cap lloc dels seus articles i sembla que li fou atribuït equivocadament.
A part de la seva obra matemàtica, es va interessar per moltes altres disciplines físiques: estudis sobre el fred, sobre les foneries de ferro, sobre el transvasament d'aigües, etc.
El 1778 va presentar una memòria sobre una nova teoría musical per la que va estar en converses amb músics reconeguts com Philidor, Gluck o Piccini. Va continuar treballant en aquesta obra fins que en va publicar una edició acabada el 1785.
Irònicament, es diu que els matemàtics el consideraven un músic excel·lent i els músics creien que era un gran matemàtic.